# Daniel Junge
Daniel Junge é um cineasta norte-americano. Como reconhecimento, venceu, no Oscar 2012, a categoria de Melhor Documentário em Curta-metragem por Saving Face.